# JSSE
Java Secure Socket Extension (JSSE) es un conjunto de paquetes java provistos para la comunicación segura en Internet. Implementa una versión Java de los protocolos SSL y TLS, además incluye funcionalidades como cifrado de datos, autenticación del servidor, integridad de mensajes y autenticación del cliente.